# Institut des villes
 (novembre 2014).
Si vous disposez d'ouvrages ou d'articles de référence ou si vous connaissez des sites web de qualité traitant du thème abordé ici, merci de compléter l'article en donnant les références utiles à sa vérifiabilité et en les liant à la section « Notes et références ».
L'Institut des villes est un organisme consultatif français créé en 2000 par le Premier ministre Lionel Jospin et par Claude Bartolone, ministre de la Ville.
La notion d'« Institut des villes » date en fait de 1998, date à laquelle le comité interministériel des villes (CIV) avait décide la création d’un organisme, provisoirement dénommé de ce nom. Mais c'est lors de la « première conférence des villes » que le Lionel Jospin avait fait l'annonce de la création de l’organisme.
L’Institut des villes, organisme de réflexion sur la politique urbaine et sur les thématiques de la ville, est créé sous la forme d’un groupement d’intérêt public (GIP). L'Institut des villes disparait en 2009.

## Rôle de l'organisme
Il a plusieurs fonctions :

### Des missions de services
- Créer un observatoire des villes avec une importante mission d'audit de la situation des collectivités locales et de formation: études, expertises, travaux de recherche, formation des élus, communication des savoir-faire.
- Assurer entre les élus et les chercheurs une fonction de courroie de transmission et de traduction des interrogations des premiers en thèmes de recherche pour les seconds.
- Recenser les expériences étrangères et en assurer la diffusion.

### Des missions stratégiques
- Assurer une concertation entre l'État et les collectivités locales. Par exemple, à la demande de l'Association des maires de France, l'Institut travaille sur les conséquences pour les communes et les agglomérations des nouveaux outils d'urbanisme ou sur le Droit au logement opposable
- Préparer la position des villes françaises dans les institutions et négociations européennes et internationales.
- Préparer la ville de demain : Le temps des villes, la fracture numérique, la conduite des futurs projets urbains par exemple.

### Les publications de l'Institut des Villes
L'Institut publie régulièrement des ouvrages de travail destinés aux élus, chercheurs, étudiants, ou citoyens intéressés dans le cadre de la collection « Villes et sociétés » de la Documentation française.
- « Villes, santé et développement durable » (mars 2007)
- « Conduite politique du projet urbain » (avril 2006)
- « Villes en évolution » (mai 2005)
- « Villes et vieillir » (octobre 2004)
- « Villes et économie » (mars 2004)
- « Villes et réformes des finances locales » (octobre 2003)

## Composition
Depuis sa création, l'Institut des villes a été dirigé par deux anciens ministres : Catherine Trautmann (2000-2001), dont l'expérience à Strasbourg avait inspiré Lionel Jospin pour la création de cet organisme, puis Edmond Hervé, maire de Rennes.
Le conseil d'administration de l'Institut des villes regroupe : 
- Des représentants des ministères de l'Intérieur, de l'Écologie, du Développement et de l'Aménagement durables, de la Culture, de l'Aménagement du territoire, de la Recherche et de la Ville),
- Six associations de maires (l'Association des maires de France, l'Association des maires des grandes villes de France, l'Association des maires villes et banlieue de France, la Fédération des villes moyennes, l'Assemblée des communautés urbaines de France, et l'assemblée des communautés de France.)
- La Caisse des dépôts et consignations.
- La Fédération nationale des agences d'urbanisme (FNAU)
- Le Centre national de la fonction publique territoriale (CNFPT)
- Le club « Ville et Aménagement ».